# Wado Ryu Renmei
Ne doit pas être confondu avec Zen Nihon Karatedo Renmei Wadokai ou Wado Kokusai Karaté-Do Renmei.
La Wado Ryu Renmei est, avec la Wado International Karate-Do Federation et la Japan Karate Federation Wadokai, la 3e grande fédération de karaté de style wado-ryu.

## Historique
Elle fut créée à la mort de sensei Hironori Ōtsuka, par son fils, Jiro.

## Descendants directs de maître Hironori Ōtsuka et Sōke du wado-ryu
- Hironori Ōtsuka II (1934-2015), 10e dan, 2e Grand Maître (Sōke) du Wadoryu, fils d'Hironori Ōtsuka[1]
- Kazutaka Ōtsuka (1965),   6e dan, 3e Grand Maître (Sōke) du Wadoryu[2], petit-fils d'Hironori Ōtsuka